# Piotr Konrad Leszczyński
Piotr Konrad Leszczyński – dr hab. n. med. i n. o zdr., profesor uczelni – ratownik medyczny, pedagog, wykładowca na Wydziale Nauk Medycznych i Nauk o Zdrowiu Uniwersytetu w Siedlcach.

## Życiorys
Od 2007 r. czynnie pracujący w zespołach ratownictwa medycznego. Pracował jako instruktor i wykładowca w Wyższej Szkole Pedagogiki Resocjalizacyjnej w Warszawie, WSH w Radomiu, Collegium Masoviense w Żyrardowie oraz Komendzie Wojewódzkiej Państwowej Straży Pożarnej w Warszawie. Pracę doktorską oraz habilitacyjną dotyczącą nowoczesnych technik kształcenia w ratownictwie medycznym obronił na Warszawskim Uniwersytecie Medycznym. Obecnie pełni funkcję koordynatora kierunku ratownictwo medyczne, a także Dyrektora Centrum Symulacji Medycznych Uniwersytetu w Siedlcach. Twórca i opiekun Koła Naukowego Ratownictwa Medycznego. Autor licznych publikacji naukowych i wystąpień konferencyjnych. Redaktor naczelny czasopisma naukowego Critical Care Innovations. Członek komitetów naukowych konferencji oraz redakcji czasopism naukowych o zasięgu międzynarodowym. Członek zespołu ds. opracowania standardów kształcenia na kierunku ratownictwo medyczne przy Departamencie Nauki Ministerstwa Zdrowia. Kierownik projektu „Kadawer jako narzędzie dydaktyczne podnoszące jakość interwencji na miejscu zdarzenia” finansowanego ze środków MNiSW. Laureat w konkursie o nagrodę im. prof. Lesława Szczerby dla „Najlepszego Młodego Naukowca 2018”. Twórca licznych kursów e-learningowych dedykowanych kadrom medycznym. Certyfikowany e-nauczyciel i członek zarządu Stowarzyszenia E-learningu Akademickiego. Instruktor symulacji medycznej EuSim. Koordynator dyscypliny nauk o zdrowiu w Szkole Doktorskiej UwS.